# Epimachus
Epimachus es un género de aves paseriformes de la familia Paradisaeidae.
Las hembras y los individuos jóvenes son de colores apagados, para mimetizarse contra los predadores y se reúnen en bandadas pequeñas. Los machos son llamativos, suelen ser solitarios y realizar danzas nupciales. Son animales omnívoros, y su alimentación se compone de frutas, insectos y caracoles. La voz recuerda al graznido del cuervo pero más variada con una escala de tonos más musicales. Por la potencia del canto, se le escucha a una gran distancia.
Habitan las zonas selváticas, boscosas y bosques de montaña de la isla de Nueva Guinea.

## Especies
Se reconocen las siguientes especies según ICO:
- Epimachus fastuosus (Hermann, 1783)
- Epimachus meyeri Finsch & Meyer, AB, 1885